# Ourisia serpyllifolia
Ourisia serpyllifolia es una especie de Angiospermae de la familia Plantaginaceae. Es endémica de la Cordillera de los Andes del centro de Chile. George Bentham describió O. serpyllifolia en 1846. Las plantas de esta especie de planta son pequeñas, perennes, muy ramificadas y sufruticosas, con hojas opuestas y dentadas. Las flores son solitarias, con cáliz regular y corola regular. Tanto el cáliz como la corola tienen pequeños pelos glandulares. La corola es violeta, pero el tubo de la corolla es amarillo y peludo por dentro.

## Taxonomía
Ourisia serpyllifolia Benth. pertenece a la familia Plantaginaceae.  George Bentham, un botánico británico, describió O. serpyllifolia en la publicación de 1846 de Augustin Pyramus de Candolle, Prodromus . 
El material tipo fue recolectado por Claudio Gay en la Cordillera de los Andes en Chile en febrero de 1843. El lectotipo fue designado por Heidi Meudt y se conserva en el Herbario del Conservatorio y Jardín Botánico de la Ciudad de Ginebra (Herbario G-DC). Rudolfo Amando Philippi describió Ourisia melospermoides Phil. en 1872, y este nombre es sinónimo de O. serpyllifolia.   El material tipo de O. melospermoides fue recolectado por Philippi en las montañas cerca de Tiltil, Chile en enero de 1861.   El lectotipo fue designado por Ricardo Rossow,  y se conserva en el Herbario W en el Museo de Historia Natural de Viena. 
Ourisia serpyllifolia es una de las tres especies del subgénero Ourisia Suffruticosae Meudt., y todas son de la Cordillera de los Andes. Las otras dos especies de este subgénero son O. microphylla y O. polyantha. Estas tres especies comparten un hábito sufruticoso, muy ramificado, con hojas sésiles, opuestas o a veces decusadas, y flores solitarias. También tienen pequeños pelos glandulares en el cáliz regular y semillas rectangulares, lineales, oblongas a estrechamente oblongas. 
Se puede distinguir Ourisia serpyllifolia de O. microphylla y O. polyantha por sus corolas lilas que son amarillas y peludas dentro del tubo (frente a corolas rojas, rosadas o blancas que son glabras por dentro del tubo)y sus hojas opuestas y dentadas pero no decusadas (frente a las enteras y decusadas). También tiene O. serpyllifolia un estilo doblado justo debajo del estigma (frente a estilo en forma de S en las otras dos especies) y anteras lineales (frente a reniformes, quiere decir, con forma de riñón). 

## Descripción
Las plantas de Ourisia serpyllifolia son hierbas perennes, sufruticosas y muy ramificadas. Los tallos son leñosos en la base, con hojas opuestas. Las ramas son de 5 a 15 cm de largo y de 0,4 a 0,7 cm de ancho, y tienen muchos pelos glandulares diminutos. Las hojas son sésiles o pecioladas, de 2,3 a 7,6 mm de largo por 1,2 a 5,0 mm de ancho (relación largo:ancho 1,4–2,1:1); pecíolos de 0,4 a 1,1 mm de largo y 0,3 a 0,5 mm de ancho. La lámina de la hoja puede ser estrecha o ampliamente elíptica, ovada, obovada o rómbica, con un ápice agudo, una base generalmente cuneiforme y bordes dentados. Las hojas suelen ser densamente peludas con pequeños pelos glandulares en ambas superficies, o a veces son glabras. Las flores son solitarias y axilares, y cada planta tienen hasta 70 o más flores. Las flores no tienen brácteas, y tienen un pedicelo de hasta 24 mm de largo que está densamente cubierto de pelos glandulares cortos. El cáliz mide 2,9 a 4,7 mm de largo, es regular, tiene todos los lóbulos divididos hasta la base y lleva pelos glandulares cortos que están escasamente distribuidos. La corola mide 9,6 a 12,1 mm de largo (incluidos el tubo de la corola que mide 5,4 a 10,2 mm), es regular, tubular, y de color violeta o azulado, tiene diminutos pelos glandulares en el exterior, es amarillo y generalmente piloso en el interior, y tiene algunos diminutos pelos glandulares en la base de dos de los filamentos. Los lóbulos de la corola son de 2,2 a 2,9 mm de largo, y son extendidas y obovadas. Hay 4 estambres hasta 6,0 mm de largo que son didinamos, con dos estambres largos y dos cortos, todos  incluidos dentro del tubo de la corola; un estaminodio corto, de aproximadamente 0,2  mm de largo, está presente también. El estilo mide 2.8 a 3.5 mm de largo, está incluido, y tiene un estigma capitado o que no se distingue mucho del estilo. El ovario mide entre 0,9 y 1,8 mm de largo y está cubierto de diminutos pelos glandulares. Los frutos son cápsulas de 1,8 a 2,7 mm de largo y de 2,2–2,6 mm de ancho, tienen dehiscencia loculicida y a veces también parcialmente septicida, y tienen pedicelos de hasta 8,9 mm de largo. Se desconoce cuántas semillas diminutas hay en cada cápsula, pero cada semilla es de 0,4 a 0,6 mm de largo y de 0,1 a 0,3 mm de ancho, rectangular, lineal-oblongo o estrechamente oblongo. Las semillas tienen una cubierta de semilla reticulada de dos capas: las retículas primarias son largas, estrechas y rectangulares, mientras las retículas secundarias son regulares.
Ourisia serpyllifolia tienen flores y frutos en diciembre y enero, o raras veces en septiembre.
El número de cromosomas de Ourisia serpyllifolia está desconocido.

## Distribución y hábitat
Ourisia serpyllifolia es endémica de Chile en la Cordillera de los Andes entre las latitudes 29 y 36°S.   Su distribución geográfica incluye las regiones de Coquimbo, Valparaíso, Metropolitana de Santiago y Maule.  Esta especie no es muy común, y se puede encontrar en hábitats rocosos, a veces cerca de arroyos desde 1000 a 3400 m sobre el nivel del mar. 

## Filogenia
Se incluyó un individuo de O. serpyllifolia en los análisis filogenéticos de todas las especies del género Ourisia utilizando marcadores de secuenciación de ADN estándar (dos marcadores de ADN ribosómico nuclear y dos regiones de ADN de cloroplasto) y datos morfológicos.   Ourisia serpyllifolia siempre tiene alto apoyo como miembro del clado sufruticoso y también como hermana de O. polyantha, otra especie sufruticosa.

## Cultivo
Ourisia serpyllifolia se ha cultivado con éxito por entusiastas de la jardinería de rocas y se han creado híbridos interespecíficos artificiales entre O. serpyllifolia y las otras dos especies sufruticosas, O. microphylla y O. polyantha. 